# 클레어 도드

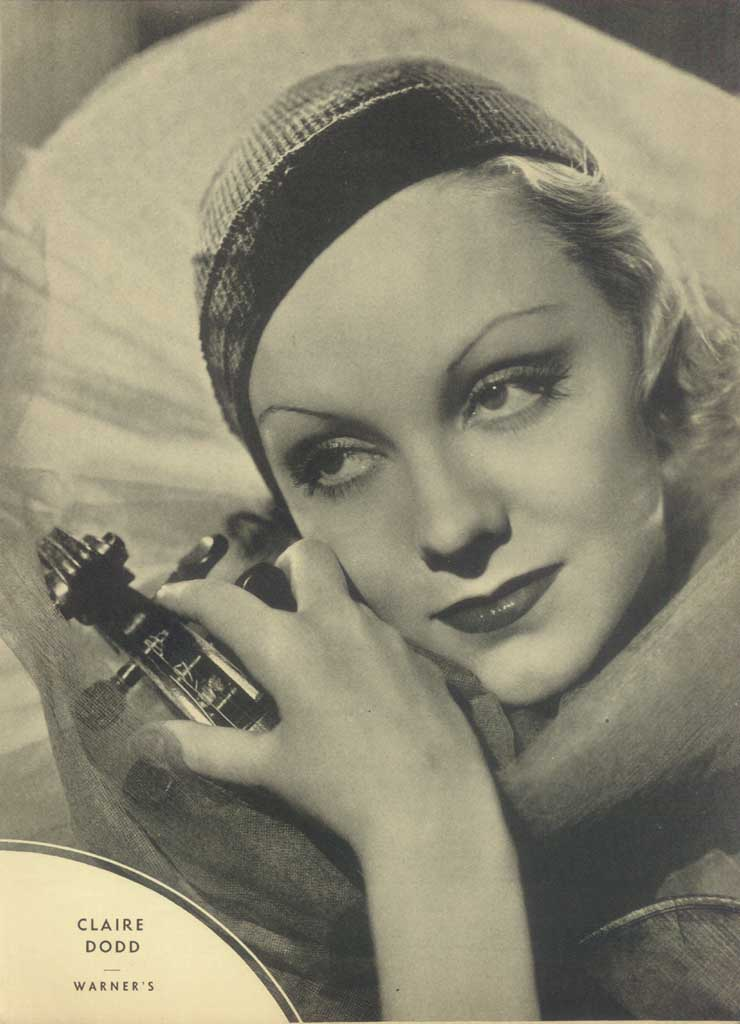

클레어 도드(Claire Dodd, 1911년 12월 29일 ~ 1973년 11월 23일)는 미국의 배우, 영화배우이다.
베벌리힐스에서 사망하였다. 사인은 암이다.

## 영화
- 돈 윈슬로 오브 더 네이비 (1942년)
- 인 더 네이비 (1941년)
- 검은 고양이 (1941년)
- 이프 아이 해드 마이 웨이 (1940년)
- 우먼 닥터 (1939년)
- 더 우먼 멘 메리 (1937년)
- 싱잉 키드 (1936년)
- 로버타 (1935년)
- 하드 투 핸들 (1933년) - 말린 리브스 역
- 엘머, 더 그레이트 (1933년) - 에블린 코레이 역
- 풋라이트 퍼레이드 (1933년)
- 후피! (1930년)